# Ann'so
Ann'so ou YXXY, de son vrai nom Anne-Sophie Crantelle, est une auteur-compositrice-interprète et actrice française née le 10 décembre 1970 à Bezons.

## Biographie
Élève au lycée Molière, elle participe à la réalisation de spectacles tel La Grande-duchesse de Gérolstein de Jacques Offenbach. Elle abandonne sa scolarité trois mois avant le baccalauréat pour se consacrer au monde du spectacle. À dix-huit ans, Anne-Sophie Crantelle est tout d'abord interprète de chant lyrique. Elle est ensuite engagée dans une galerie d’art avant de donner naissance à une petite fille prénommée Lila.
La jeune mère fait la rencontre en 1993 de Fabrice Aboulker. Ils écrivent le premier album de la chanteuse Ann'so, il en est le compositeur et elle en est l'autrice. Sous contrat avec la maison de disque Mercury, filiale d'Universal Music Group, elle promeut l'album sur les plateaux de télévision, dans les festivals et fait les premières parties de Pascal Obispo à La Cigale, de Maxime Le Forestier à l’Olympia ainsi que de Richard Gotainer. De l'album O 21e siècle, sont extraits deux singles illustrés par de clips Tout me rappelle à toi et Hey Jo! en 1995. La même année, elle interprète Mets-toi à l'aise qui est gravé sur la compilation Le beautiful megamix galactique dance volume 2.
Écrits par Ann'so et avec des arrangements signés par Mirwais, elle sort deux autres singles : Fous ceux qui croient qu'ils ne le sont pas en 1996, Tu m'jures tu l'répètes pas en 1998.
En 1999, elle apparaît en duo avec UHT sur le titre Le pouvoir de tes doigts. Celui-ci est édité sur l'EP 6 titres co I/O e.p. enregistrements du cavage 05 sur lequel apparaît aussi Saoulaterre.
Proche de Fabrice Aboulker, elle intègre la troupe de la comédie musicale Les Mille et Une Vies d'Ali Baba. La première a lieu le 15 septembre 2000 au Zénith de Toulon. Du 23 septembre au 29 octobre, la comédie musicale monte au Zénith de Paris, avant une tournée en province puis un retour à Paris. Elle est l'une des interprètes du single Ainsi va la vie qui se classe no 93 en France et no 3 (tip) en Belgique. Enregistré avec l'Orchestre Symphonique de Bulgarie, l'album Les Mille et Une Vies d'Ali Baba est extrait et se classe no 14 en France et no 29 en Belgique. Un DVD est également édité.
En 2001, elle chante en duo avec Saoulaterre sur les titres Cher perfide et Lystere. Ceux-ci sont édités sur l'album collectif Tous les trous nécessaires enregistrements du cavage 06. L’album Entre deux os réalisé avec Saoulaterre sort en 2001. Cette même année sort le vinyl 12" Ras-le Bol de Lamos-K Feat. Ann´So dont elle est l'auteur. En 2002, elle apparaît en duo avec Lamos-K sur Poupée de cire, poupée de son qui est gravé sur l'album compilation NRJ - les tubes de l'été 2002.
Accompagnée de Roland Romanelli, elle signe à la fin de l'année 2002 un spectacle en hommage à la chanteuse Barbara, Ma plus belle histoire d'amour… Barbara,. Elle défend ce spectacle sur la scène de L'Européen,. Également enregistré avec l'Orchestre Symphonique de Bulgarie, un album en est extrait,.
En 2003, elle interprète Salope assassine sur l'album collectif Voix souterraines - onzième cave. En 2004, elle interprète C'est pas pour de vrai et chante en duo avec Donkishot sur Le problème qui sont gravés sur l'album collectif En dessous de tout Cavage#13.
En 2007, Ann'so devient YXXY et sort l'album L'un dans l'autre. Ann'so, créditée Anne-Sophie Crantelle, écrit avec Boris Domalain le titre Quand il pleut au sein de l'album L'un dans l'autre. Il est gravé sur la compilation Monster CD no 18 par Rock & Folk. Elle chante Rouge, un titre de l'album Mosquito du groupe GNR en 2011.
En 2020 YXXY fait sa première exposition intitulée Alchemies avec la galerie Ballon Rouge Collective a Tblissi en Georgie dans l'espace de la galerie Project Artbeat. Alchemies est une méditation et peut-être même une prophétie. Les œuvres sont à la fois du futur et du présent; elles vous demandent d'imaginer une réalité alternative ainsi que de considérer pleinement les choses quotidiennes, les déchets et la vie autour de vous, maintenant. Comme des arbres, enracinés en un seul endroit, vivants maintenant mais aussi prémonitoires d'un avenir bien au-delà de nos courtes vies.

## Filmographie
- 1995 : Seconde B (série télévisée), - épisode Travail au noir pour nuits blanches de Sylvie Durepaire : Jeanne (créditée Anne-Sophie Crantelle)
- 1999 : Peut-être de Cédric Klapisch : la fée cyber techno
- 2002 : Paradisco de Stéphane Ly-Cuong : Yvonne
- 2003 : Le Cas d'O d'Olivier Ciappa : la perdue du début
- 2003 : Le Fabuleux Destin de Perrine Martin d'Olivier Ciappa : l'ouvreuse
- 2009 : Le Bal des actrices de Maïwenn : danseuse (créditée Anne-Sophie Crantelle)

## Discographie

### Singles
| Année                                       | Titre | Album        |
| ------------------------------------------- | ----- | ------------ |
| Hey Joe                                     | 1995  | O 21e siècle |
| Tout me rappelle à toi                      | 1996  | O 21e siècle |
| Fous ceux qui croient qu'ils ne le sont pas | 1996  | n/a single   |
| Tu m'jures tu l'répètes pas                 | 1998  | n/a single   |
| Ras-le bol (Ft Lamos-K)                     | 2001  | n/a single   |